# Ocymyrmex celer
Ocymyrmex celer är en myrart som beskrevs av Weber 1943. Ocymyrmex celer ingår i släktet Ocymyrmex och familjen myror. Inga underarter finns listade i Catalogue of Life.